# 21502 Cruz
21502 Cruz este un asteroid din centura principală de asteroizi.

## Descriere
21502 Cruz este un asteroid din centura principală de asteroizi. A fost descoperit pe 24 mai 1998 la Stația Anderson Mesa în cadrul programului LONEOS. Asteroidul prezintă o orbită caracterizată de o semiaxă mare de 2,60 ua, o excentricitate de 0,12 și o înclinație de 3,7° în raport cu ecliptica.